# Lijmen/Het been (film)
Lijmen/Het been is een Nederlands-Belgische film uit 2000 van de Belgische regisseur Robbe De Hert, en een verfilming van de gelijknamige roman van Willem Elsschot.
Centrale thema's in de film zijn uitbuiting en gewetenswroeging. In de film wordt een eenvoudige zakenvrouw met een zwakke gezondheid (gespeeld door Willeke van Ammelrooy) opgelicht. Als de dader haar later terugziet, en ze inmiddels een been heeft verloren, krijgt hij spijt van zijn daden en wil hij haar geld teruggeven. Dit wordt echter niet zomaar geaccepteerd...
Van Ammelrooy kreeg een Gouden Kalf voor deze rol. Andere acteurs die in deze film te zien zijn, zijn: Koen De Bouw, Mike Verdrengh, Sylvia Kristel, Jan Decleir, Jaak Van Assche, Tom Lenaerts en Lou Landré.

## Verhaal
De film speelt zich af eind jaren 1930. Meneer Boorman wordt opgenomen in een gekkenhuis nadat hij op een veiling 32 000 Belgische franken bood op een waardeloze stapel oud papier. Frans Laarmans gaat naar zijn psychiaters met de mededeling dat Boorman niet gek is en dat er een verhaal achter het bod zit.
Het begon toen Frans' moeder stierf. De familie Laarmans besloot om het lijk te balsemen. Omdat hij niet over het nodige geld beschikte, zocht hij Boorman op. Boorman is de uitgever van het beroemde Wereldtijdschrift voor Financiën, Handel, Industrie, Kunst en Wetenschap dat, zoals de naam aangeeft, over de ganse wereld wordt verdeeld in diverse talen. Het is een gerenommeerd consumentenblad dat gelijkaardige bedrijven vergelijkt. Toevallig gaat de eerstvolgende editie over begrafenissen.
Boorman maakt een akkoord met de begrafenisondernemer zodat deze in die editie wordt opgenomen. Er zijn twee voorwaarden. Naast de normale oplage moet de begrafenisondernemer een verplicht aantal exemplaren bestellen voor eigen gebruik. Daarbij komt dat Boorman een aanzienlijke korting geeft als de begrafenisondernemer de kostprijs van de balseming ook drastisch verlaagt.
Boorman neemt Frans aan als nieuwe medewerker en stuurt hem op pad om nieuwe klanten te vinden. Mevrouw Lauwereyssen, eigenares van een bedrijf in liften, is uiteindelijk geïnteresseerd. Naast de oplage verspreid door Boorman, wil ze zelf 100 000 exemplaren bestellen.
Frans ontdekt dat het Wereldtijdschrift een vorm van fraude is. Enkel de exemplaren voor de klant worden gedrukt. Degene die Boorman wereldwijd verspreidt, worden in realiteit nooit gemaakt, wel aangerekend. Het magazine is niet meer dan een uitermate dure reclamefolder gebaseerd op onbewezen feiten, verzonnen cijfers en valse bedrijven. Enkel de informatie over de echte klant is "geldig", hoewel deze ook verbloemd is en niet overeenkomt met de realiteit.
Blijkbaar wil Lauwereyssen de bestelling enkel plaatsen, omdat haar bedrijf op de rand van het faillissement staat. Ze hoopt nu dat haar bedrijf internationaal doorbreekt. Het extra geld zal ze gebruiken om haar geïnfecteerde been te laten opereren. Laarmans krijgt medelijden met Lauwereyssen en probeert haar te overtuigen om het contract niet te tekenen of om slechts 1000 exemplaren af te nemen, maar zij negeert hem. Vervolgens tracht Laarmans om Boorman het contract ongedaan te laten maken of de prijs te laten verminderen. Het enige dat Boorman toelaat is dat de factuur over een periode van 12 maanden wordt betaald. Uiteindelijk beslist Boorman dat de laatste afbetaling niet meer hoeft. Ondertussen is Lauweryssen er al lang van op de hoogte dat ze werd opgelicht. Ze is zo kwaad dat ze weigert om die laatste afbetaling niet te betalen.
Boorman en Laarmans ontmoeten Lauwereyssen op de markt. Daar blijkt dat haar been werd geamputeerd. Boorman krijgt wroeging en verzint dat er een rekenfout in de factuur zit waardoor er 32 000 Belgische frank te veel werd aangerekend. Hij wil dit bedrag terugstorten, maar Lauwereyssen wil het niet aannemen. Daarop tracht Boorman om het geld aan Van Kamp te geven, een fabrikant van beddenlakens die ook werd opgelicht, maar deze weigert eveneens. Ten einde raad opent Boorman een rechtszaak tegen Lauwereyssen om het geld terug te geven. De rechter is van mening dat er niet voldoende bewijzen zijn dat Lauwereyssen recht heeft op het geld en klasseert de zaak. Enige tijd later is het bedrijf van Lauwereyssen failliet.
Boorman en Laarmans gaan naar een veiling. Boorman, nog steeds met een slecht geweten, biedt 32 000 Belgische frank op een waardeloze stapel oud papier: de duizenden exemplaren van het Wereldtijdschrift.
Laarmans neemt ontslag en start als kaasverkoper. Hij ontmoet Lauwereyssen, die hem vergeeft, omdat ze zelf had moeten inzien dat de deal pure oplichting was. Daarnaast kon haar been toen al niet meer worden gered en was een amputatie sowieso onvermijdelijk.
De film eindigt wanneer Laarmans Boorman ontmoet in een museum. Boorman heeft de intentie om de conservator een oplage van 1,5 miljoen exemplaren van het Wereldtijdschrift aan te smeren.

## Rolverdeling
| Acteur                | Personage           |
| --------------------- | ------------------- |
| Koen De Bouw          | Frans Laarmans      |
| Mike Verdrengh        | Boorman             |
| Willeke van Ammelrooy | Madame Lauwereyssen |
| Sylvia Kristel        | Jeanne              |
| Els Béatse            | Fine Laarmans       |
| Lou Landré            | Pieter Lauwereyssen |
| Hans van den Berg     | Van Kamp            |
| René van Asten        | Korthals            |
| Jan Decleir           | rechter Teugels     |
| Jaak Van Assche       | Van Ganzen          |
| Tom Lenaerts          | Fotograaf           |
| Freark Smink          | Michel              |
| Sjarel Branckaerts    | Veilingmeester      |
| Edmond Classen        | Hamers              |
| Manuela Servais       | Dr Van Der Zijpen   |